# Chrysso orchis
Chrysso orchis är en spindelart som beskrevs av Yoshida, Tso och Lucia Liu Severinghaus 2000. Chrysso orchis ingår i släktet Chrysso och familjen klotspindlar.
Artens utbredningsområde är Taiwan. Inga underarter finns listade i Catalogue of Life.